# Regne Bamum
El regne Bamum (francès Bamoum) també conegut com a Bamun, Bamoun o Mum (1394–1884) va ser un estat africà precolonial situat en l'actual Camerun. Va ser fundat pels mbum, un grup ètnic part dels bantú que habiten en el nord-est de Camerun. La seva capital va ser l'antiga ciutat emmurallada de Fumban.

## Geografia
Amb una superfície de prop de 7.700 km² en la qual avui dia habiten uns 820.000 habitants, l'antic regne Bamum va arribar a abastar més de la meitat de l'actual Regió de l'Oest de Camerun. Incloïa un altiplà amb una elevació de 700 metres sobre el nivell del mar entre els massissos muntanyencs de Mbapit, Nkogham i Mbam (que aconsegueixen cotes de 2.200m). El pla està banyat per la ribera del riu Mbam i el riu Noun, prop de Bafia.

## Història

### Orígens
Els bamun o mbum, entre altres ètnies, afirmen descendir del poble tikar de les terres altes de Camerun. De fet, el regne Bamun va ser fundat per immigrants vinculats a la dinastia real tikar de Nsaw. Es creu que aquestes migracions s'emmarquen en el moviment dels chamba de les muntanyes Tikar a l'altiplà Adamawa.
El fundador del regne (“fon” o “mfon”) va ser Nchare, un conqueridor al qual se li atribueix haver sotmès 18 regnes. El rei Nchare va fundar la capital Foumban (Mfomben en l'època). Aquest primer grup de conqueridors tikar es van aculturitzar i van adquirir la llengua i tradicions dels habitants de les seves noves terres, passant a ser coneguts com els mbum o bamum. Més endavant, les gents que van caure sota domini del seu regne van ser inclosos en aquest nom.
Els nou reis que van seguir a Nchare no es recorden per res especialment. No van ser conqueridors, ni va tenir lloc cap tipus d'expansió territorial fins al regnat del desè mbum, Mbum Mbuembue, al començament del segle xix. Durant el segle xviii, el regne es va enfrontar a l'amenaça de la invasió des del nord pels fulani i els guerrers chamba. Cap al final del segle, Bamum disposava potser de 10.000-12.000 persones sota el seu domini.

### Període independent
El rei Mbuembue va ser el primer governant a expandir el Regne Bamun. Va ser famós per repel·lir un atac dels fulani al començament del segle xix. Mfon Mbuembue també es va encarregar de fortificar la capital amb la construcció d'un mur. Va ser el fundador de l'emblema del poble bamun, simbolitzant la seva capacitat de lluitar en dos fronts i guanyar tots dos al mateix temps. Per això va representar al poble bamun mitjançant una serp amb dos caps, també anomenada "Ngnwe peh tu".
A la seva mort una de les esposes del rei, Njapdunke, va prendre el poder en absència d'hereus masculins. No obstant això, no va omplir el buit de poder i quan es va pensar que un dels fills del rei, Mbetnkom, es trobava en el llogaret "Massagham" rebent tractament se'l va enviar a buscar. Després de trobar-lo, se'l va portar a la capital, convertint-se en Mfon Mbetnkom. Caracteritzat com a curt d'alçada i tirànic, va morir en una cacera i fou succeït pel seu fill Mbienkuo. Després d'ell, el tron va romandre vacant algun temps i Ngouoh va acabar proclamant-se rei malgrat no descendir de Mbuembue i haver estat un esclau. Fortament impopular, va intentar traslladar el palau i va acabar morint a les mans dels seguidors de la casa de Mbuembue. Finalment, amb Nsangou, va tornar la dinastia del fundador al tron.

### Colonització alemanya i període d'esplendor
El Regne Bamun es va convertir voluntàriament en part del Camerun Alemany l'any 1884 durant el regnat de Mfon Nsangou. Durant el seu regnat, Bamum va entrar en guerra contra els nso. Cap al final del conflicte, el rei va ser assassinat i el seu cap va ser pres pels nso. A la seva mort, la seva esposa Njapdunke va agafar el govern al costat del seu amant Gbetnkom Ndo`mbue.
Amb el fill de Nsangou, Njoya (després Ibrahim), en el poder, el regne bamum va aconseguir noves cotes culturals. Va ser un dels governants de Bamum més prolífics i va governar aproximadament des de 1883 fins a 1931. Voluntàriament va posar el seu regne sota el control del poder colonial alemany, i va ser responsable de modernitzar certs elements de la societat mbum. El 1897, Njoya i la seva cort es van convertir a l'Islam, una decisió que afectaria a la cultura Bamun fins a molts anys després de la mort de Njoya. Va inventar l'escriptura Shümom perquè el seu poble pogués recordar la història de Bamum.

### Primera Guerra Mundial i colonització francesa
En 1914, els aliats van envair el Camerun alemany com a part de la campanya d'Àfrica Occidental. Fumban va ser capturat pels britànics sota el comandament del Coronel Gorges al desembre de 1915, qui va incloure en un llibre un relat de primera mà sobre les seves gents i la seva capital. Gorges va descriure comprensiblement a Njoya com "un manojo de nervis" quan es van trobar per primera vegada, però diu que va acceptar el domini britànic una vegada que li va assegurar que no li causaria dany ni a ell ni al seu poble. El 1919, les possessions colonials alemanyes incloent Camerun van ser dividides entre Gran Bretanya i França, i el regne de Bamoun va caure en mans franceses. En 1923 Njoya va ser deposat, i la seva escriptura prohibida pels francesos.

## Cultura i societat

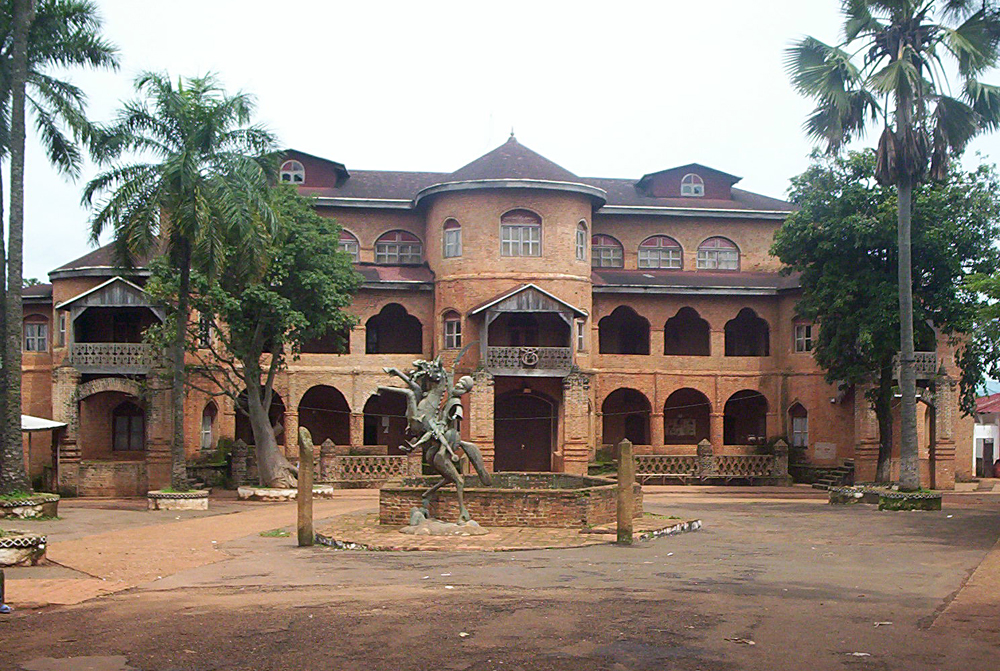
El palau del sultà del poble Bamun a Foumban, Regió de l'Oest, Camerun.

Queden pocs vestigis de la cultura material del regne. Es pot suposar que el llenguatge era originalment alguna variant del tikar, encara que no va durar molt. El llenguatge dels conquistats mben va acabar imposant-se. L'economia va ser principalment agrària, amb esclavitud en petita escala. El regne Bamum va mantenir rutes comercials amb els seus veïns important sal, ferro, granadures, teixits de cotó i coure.
Els bamun van desenvolupar art a la seva capital de Fumban ja a principis del segle xx. Durant el regnat de Njoya Ibrahima es van mantenir sis contenidors de tints de diversos colors. Els bamums importaven dels seus veïns haussa els teixits de ràfia tintats de blauet com a símbol real. Aquesta vestimenta real (Ntieya) i els artesans haussa responsables s'allotjaven en tallers reals per proveir a nobles i ensenyar el seu art.

### Llengua
Un dels principals símbols culturals bamum és la seva llengua i alfabet. Cap a 1913 el rei Njoya va aconseguir construir una impremta amb la qual va popularitzar el seu sistema d'escriptura Shümom. La destrucció d'aquesta per part de les autoritats colonials franceses no va evitar que en 1916 ja hi hagués més d'una vintena d'escoles que ensenyaven en shümom repartides per tot el territori bamum, que agrupaven a més de 600 alumnes.

## Organització
El rei fundador va organitzar els seus dominis d'acord amb les institucions típiques a les seves terres d'origen tikar. Es van nomenar nobles anomenats kom ngu (consellers del regne) entre els quals es va dividir la terra. Diverses societats secretes van ser instituïdes entre la població com la ngiri, que agrupava a prínceps, o la mitngu, per al poble sense tenir en compte el seu estatus social.
El rei reclutava als seus servidors entre els bessons i els fills de les princeses. Es titulava mfon, com els regents tikar. Després de la conversió a l'islam, es va usar també el terme sultà. Era habitual la poligàmia real a gran escala, la qual cosa va fer proliferar els llinatges reals i el nombre de nobles.

### Títols nobiliaris
| Títols nobiliaris | Traducció literal             | Funcions                  | Nomenament i successió      |
| ----------------- | ----------------------------- | ------------------------- | --------------------------- |
| MFON              | Rei                           | Sobirà                    | Càrrec hereditari           |
| KOM               | Ministre (co-fundador)        | Consellers entronitzadors | Nomenat, després hereditari |
| NAFOM             | Mare del rei o regna mare     | Equilibri del poder       | Nomenat                     |
| NJI NGBETGNI      | Nji afegit                    | Virrey                    | Hereditari                  |
| POM MAFON         | Germà o Germana uterí del rei | ?                         | hereditari                  |
| NJI FON FON       | Nji dels reis                 | Primer Ministre           | Nomenat                     |
| TITA NFON         | Pare del rei                  | ?                         | Nomenat                     |
| TITA NGU          | Pare del país                 | Cap de la justícia        | Nomenat                     |
| TUPANKA           | Cap de Panka                  | Cap de l'exèrcit real     | Nomenat                     |
| KOM SHU MSHUT     | Company guarda de l'edifici   | Conseller del rei         | Hereditari                  |
| MANSHUT           | Gran de l'edifici             | Personalitat del regne    | Nomenat                     |
| MFONTUE           | Rei sotmès                    | Caps Vassalls             | Hereditari                  |
| SHUNSHUT          | Guarda del palau              | Molts serveis             | Hereditari                  |
| KPEN              | Esclau                        | Criat                     | ?                           |

### Governants
1. Nchare Yen 1394 - 1418
2. Ngouopou 1418 - 1461
3. Monjou 1461-1498
4. Mengap 1498-1519
5. Ngouh I 1519-1544
6. Fifen 1544-1568
7. Ngouh II 1568-1590
8. Ngapna 1590-1629
9. Ngouloure 1629-1672
10. Kouotou 1672 –1757
11. Mbouombouo 1757-1814
12. Gbetkom 1814-1817
13. Mbiekouo 1817-1818
14. Ngouhouo 1818-1863
15. Ngoungoure 1863 (durant 30 minuts)
16. Nsangou 1863-1889
17. Njoya (Ibrahim) 1889-1933
18. Njimoluh Njoya 1933-1992
19. Mbombo Njoya 1993-